# James Dunlop
James Dunlop (Escocia, 31 de octubre de 1793-Australia, 22 de septiembre de 1848) fue una prominente figura en la historia de la astronomía de Australia.
Se interesó en la astronomía desde temprana edad, siendo ya constructor de telescopios en 1810. Devino en astrónomo en Australia, y trabajando en el Observatorio Parramatta en Nueva Gales del Sur (a 25 kilómetros de Sídney) hizo numerosos descubrimientos de objetos del espacio profundo en los cielos visibles desde el hemisferio sur, compilando El Catálogo de Nebulosas y Racimos Estelares del Hemisferio Sur observadas en Nueva Gales del Sur en el cual enlistó 629 objetos. Muchos de estos objetos fueron vagamente descritos, por lo que John Herschel solo pudo verificar 211 de ellos. Nuevas investigaciones lideradas por Glen Cozens brindaron un número superior de objetos reales, por lo que actualmente rondan los 300 (casi un 50 % de los reportados inicialmente por Dunlop) que reúnen características que los llevaron a ser clasificados como reales objetos del espacio profundo. La otra mitad resultaron ser asterismos y estrellas múltiples las cuales Dunlop no pudo llegar a distinguir claramente debido a los modestos instrumentos de los que disponía (un reflector de 9 pulgadas de apertura con espejo metálico de espéculo, equivalente a un reflector moderno de 6 pulgadas).
Realizó también el catálogo Brisbane con más de 7000 estrellas de los cielos del sur. Su labor fue el segundo esfuerzo de compilación realizado en el hemisferio sur, precedido por la lista de 42 "objetos" (nebulosas, racimos estelares) del astrónomo francés Abbe Nicholas Louis de la Caille, quien realizó sus observaciones en el cabo de Buena Esperanza entre 1751 y 1752.
El descubrimiento más destacado de Dunlop fue la radio galaxia NGC 5128. 
Su trabajo le hizo acreedor de la medalla de oro de la Real Sociedad Astronómica en 1828. Dirigió el observatorio Parramatta en Nueva Gales del Sur desde 1831 hasta 1847, en el cual se inició años antes como asistente técnico designado por Thomas Makdougall Brisbane militar escocés, astrónomo y gobernador de Nueva Gales del Sur con quien mantenía una estrecha relación y quien además estimuló y favoreció de manera determinante el desarrollo de Dunlop en la astronomía.
Dispuso su retiro en una granja de su propiedad en Brisbane Water, Nueva Gales del Sur en agosto de 1847 y murió el 22 de septiembre de 1848. Le sobrevivió su esposa Jean Service, con quien contrajo matrimonio en 1816. No llegaron a tener hijos.
Sus restos están enterrados en la iglesia anglicana Saint Paul's en Kinucmber, Nueva Gales del Sur.

## Publicaciones
1. Dunlop, J.; “Un Catálogo de Nebulosas y Racimos de Estrellas en el Hemisferio Sur observados en Nueva Gales del Sur.” (1828)
2. Dunlop, J.; “Ubicaciones del cometa Encke, durante 30 observaciones.”(1829)
3. Dunlop, J. ; “XVII. Ubicaciones Aproximadas de Estrellas Dobles en el Hemisferio Sur, observados desde Paramatta en Nueva gales del Sur.” Publicado en las Memorias de la Real Sociedad Astronómica. Londres, 3, 257; (1829) 
4. Dunlop, J.; “ Observación de un pequeño cometa desde Parramatta.” MNRAS, 1, 130 (1829)
5. Dunlop, J.; “Observaciones de la Magnitud, Color y Brillo de las Estrellas en el Hemisferio Sur.”; MNRAS, 2, 190 (1833)
6. Dunlop, J.; “Observación de Estrellas en la fase culminante de la Luna, eclipses de los satélites jovianos y ocultaciones de estrelas.”; MNRAS, 5, 8 (1839)